# Головин, Алексей Степанович
Алексе́й Степа́нович Голови́н (1 января 1912, Митюшинский — 5 мая 1981, Волгоград) — командир отделения 63-го отдельного лыжного батальона 3-й ударной армии Калининского фронта, сержант. Герой Советского Союза. Почетный гражданин Салаватского района. Член ВКП(б) с 1943 года.

## Биография
Родился 1 января 1912 года в посёлке Митюшинский (в источниках называется и как деревня Митюшино) в крестьянской семье. Русский.
С девяти лет работал батраком, пас скот. Когда подрос, стал помогал отцу плотничать, сплавлял лес по реке Юрюзани, не учился. С 1930 года работал в колхозе, научился писать и читать. С начальным образованием пришёл в армию и во время службы прошёл 6-месячные курсы младших командиров. После демобилизации в 1937 переехал в Бердяуш. В 1939 году работал путеобходчиком на железнодорожной станции «Вязовая» Южно-Уральской железной дороги (Челябинская область).
В Красной армии в 1936—1937 годах и с июня 1941 года. Призван Катав-Ивановским райвоенкоматом Челябинской области. В действующей армии с мая 1942 года.
Командир отделения 63-го отдельного лыжного батальона (3-я ударная армия, Калининский фронт) кандидат в члены ВКП(б) сержант А. С. Головин 20 мая 1942 года в районе деревни Ступино Великолукского района Псковской области, участвуя в отражении атаки, подпустив атакующего противника на близкое расстояние, огнём из пулемёта обратил их в бегство.
25 мая 1942 г. в бою у деревни Пасино гранатами уничтожил вражеский дзот и находившихся в нём 15 гитлеровцев. В этом же бою он подорвал ещё два дзота с солдатами противника.
24 июня 1942 года, находясь в составе разведывательной группы в тылу противника, уничтожил группу солдат Вермахта из семи человек и захватил важные документы. Был ранен в этом бою.
После выздоровления служил разведчиком на Калининском фронте в составе 93-й стрелковой дивизии.
Указом Президиума Верховного Совета СССР «О присвоении звания Героя Советского Союза начальствующему и рядовому составу Красной армии» от 30 января 1942 года за «образцовое выполнение боевых заданий командования на фронте борьбы с немецкими захватчиками и проявленными при этом отвагу и геройство» удостоен звания Героя Советского Союза с вручением ордена Ленина и медали «Золотая Звезда» (№ 1040).
После второго ранения в феврале 1943 года направлен на работу в райвоенкомат с. Улу-Теляк Улу-Телякского района (сейчас Иглинский район) БАССР инструктором всеобуча.
С 1945 года в запасе.
Работал завхозом в Улу-Телякской больнице до 1950‑х гг.
На пенсии переехал в город-герой Волгоград, где скончался 5 мая 1981 года. Похоронен в Волгограде.

## Память
Имя А. С. Головина занесено на доску Вечной Славы на Поклонной горе в г. Москве.
Именем Героя Советского Союза Алексея Степановича Головина названа улица в Бердяуше, на которой он жил.